# Ère Meiwa
L'ère Meiwa (en japonais : 明和) est une des ères du Japon (年号, nengō, littéralement « le nom de l'année ») suivant l'ère Hōreki et précédant l'ère An'ei. Elle couvre la période qui s'étend du mois de juin 1764 au mois de novembre 1772. Les empereurs régnants sont Go-Sakuramachi-tennō (後桜町天皇) et Go-Momozono-tennō (後桃園天皇)

## Changement de l'ère
- 1764 Meiwa gannen (明和元年?) : le nom de l'ère devient Meiwa (« Lumineuse harmonie ») en raison du couronnement de l'impératrice Go-Sakuramachi.

En tant que phénomène culturel, la littérature de cette période documente des tentatives de distiller les caractéristiques globales des habitants d'Edo (Edokko ) en une description généralisante de miniatures. Ces traits (Edokko Katagi) sont utilisés pour faire apparaître un contraste entre les Edokko et ceux qui n'ont pas cette brillante « sophistication » - ceux qui ne sont pas de la ville comme les marchands de la région de Kyoto-Osaka ou les samouraï des lointaines provinces. Parfois les Edokko Katagi sont présentés avec fierté et utilisés de façon moqueuse.

## Événements de l'ère Meiwa
- 1765 (Meiwa 2) : Émission de pièces de cinq momme.
- 1766 (Meiwa 3) : Un plan d'insurrection pour déplacer le shogun est contrarié[4].
- 1768 (Meiwa 5) : Cessation de l'emploi des pièces de cinq momme.
- 1770 (Meiwa 7) : Un typhon détruit le palais impérial nouvellement construit à Kyoto[5].
- 1770 (Meiwa 7) : Une grande comète (comète Lexell) avec une très longue queue illumine le ciel nocturne pendant l'été et l'automne[5].
- 1770 (Meiwa 7) : Bien que personne ne peut le savoir à l'époque, c'est la première de 15 années consécutives de sécheresse au Japon[5].
- 29 février 1772 (Meiwa 9, 26e jour du 1er mois) : Le « Grand incendie Meiwa » - une des trois plus grandes catastrophes d'incendiaires de l'histoire d'Edo. Des rapports non officiels décrivent une bande de cendres et de ruines de près de 8 km de large et 24 km de long qui détruit 178 temples et sanctuaires, 127 résidences de daimyo, 878 résidences non officielles, 8 705 maisons de bannerets et 628 blocs de logements de marchands avec des estimations de plus de 6 000 victimes. Toutes ces dévastations engendrent par la suite des coûts faramineux de reconstruction[5].
- 2 août 1772 (Meiwa 9, 4e jour du 6e mois) : Une terrible tempête frappe la région du Kantō entraînant des inondations et ruinant les cultures[5].
- 17 avril 1772 (Meiwa 9, 19e jour du 6e mois) : Une autre tempête avec plus d'inondations et des vents non moins intenses fait s'effondrer quelque 4000 maisons dans Edo seul[6].
- 1772 (Meiwa 9) : On dit à l'époque que « Meiwa 9 est l'Année des Ennuis » car elle est marquée par une extraordinaire succession de calamités naturelles. Le jeu de mots est fait en reliant les mots Meiwa + ku (qui signifie « Meiwa 9 ») et le mot de consonance semblable meiwaku (qui signifie « malheur » ou « ennui »)[5].
- 1772 (Meiwa 9, 11e mois) : Le nengō est changé en Anei (« tranquillité éternelle ») mais cet acte symbolique s'avère inutile[7].